# Xi Coronae Borealis
Xi Coronae Borealis (ξ CrB / 19 Coronae Borealis / HD 147677) es una estrella en la constelación de Corona Boreal.
De magnitud aparente +4,86, se encuentra a 184 años luz del sistema solar.
Xi Coronae Borealis es una gigante naranja de tipo espectral K0III con una temperatura efectiva entre 4853 y 4978 K.
Es 36 veces más luminosa que el Sol y tiene un diámetro 8 veces más grande que el diámetro solar; esta última cifra es discreta para una estrella de sus características, siendo el tamaño de Xi Coronae Borealis algo inferior al de Pólux (β Geminorum) o Wei (ε Scorpii), dos gigantes semejantes cercanas al sistema solar.
Xi Coronae Borealis exhibe un contenido metálico comparable al solar: diversas fuentes le asignan un índice de metalicidad [Fe/H] entre -0,08 y +0,10.
Tampoco hay consenso en cuanto a su edad; un estudio indica una edad de 676 millones de años mientras que otro eleva esta cifra hasta los 1200 millones de años.
Con una masa estimada de 2,3 masas solares, es una estrella del disco fino al igual que el Sol.
Xi Coronae Borealis tiene una compañera estelar visualmente a 16 segundos de arco, lo que equivale a una separación proyectada de 900 UA.